# Shinji Nakano
Shinji Nakano (jap. 中野 信治, Nakano Shinji; * 1. April 1971 in der Präfektur Osaka, Japan) ist ein ehemaliger japanischer Formel-1-Rennfahrer.

## Karriere

### Formel 1

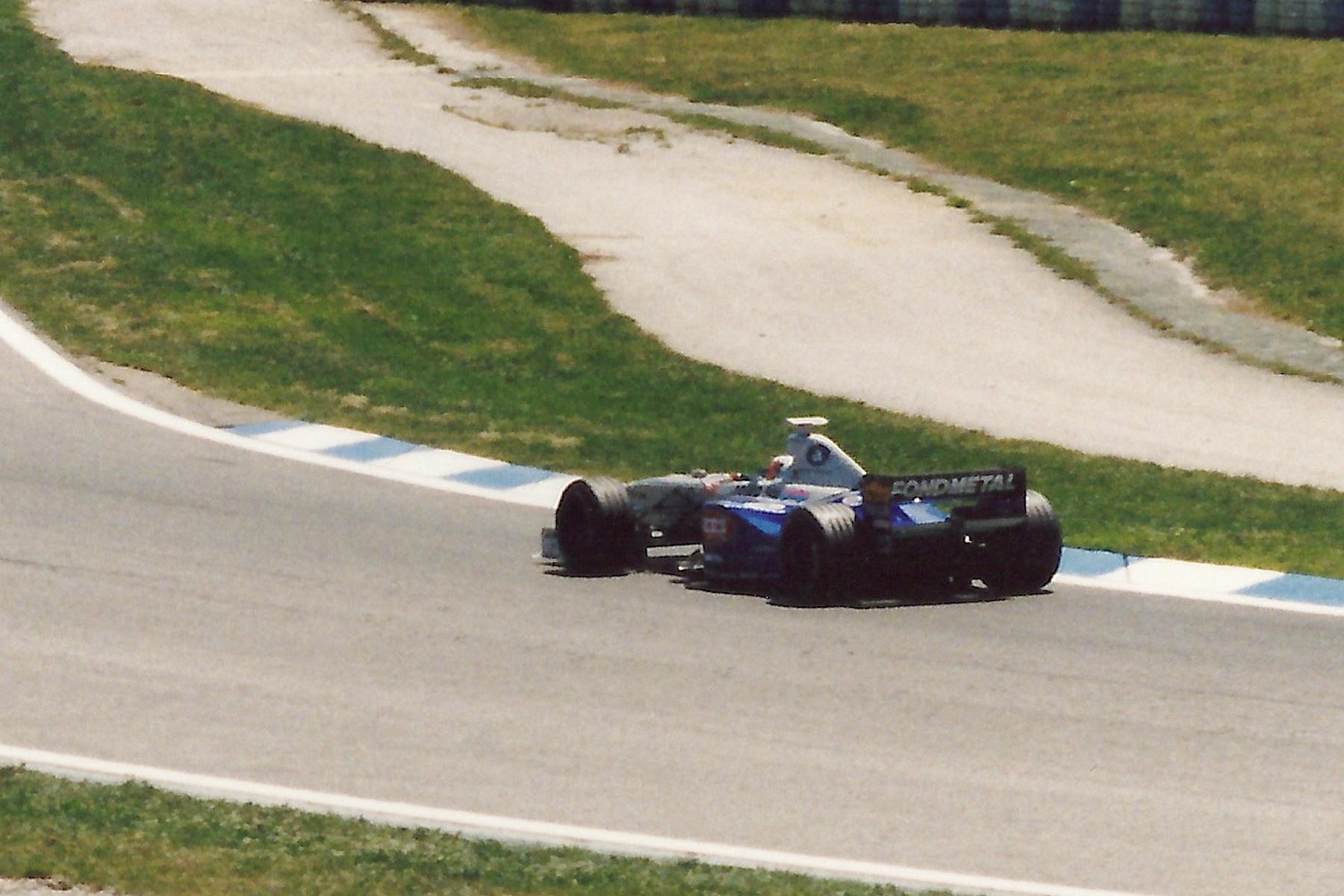
Shinji Nakano im Minardi M198 beim Großen Preis von Spanien 1998

Nakano fuhr in der Saison 1997 für das mittlerweile nicht mehr existente Prost-Grand-Prix-Team und holte zwei WM-Punkte durch zwei sechste Plätze beim Großen Preis von Kanada und beim Großen Preis von Ungarn. Im Jahr darauf fuhr er für Minardi-Cosworth, erzielte in der Saison jedoch keine Punkte und beendete seine Formel-1-Karriere nach 33 Rennen beim Großen Preis von Japan. 1999 testete er für das Jordan-Team neue Mugen-Honda-Motoren, fuhr aber keine weiteren Rennen.

### CART und IRL
Im Jahr 2000 wechselte Nakano in die Champ Car World Series zum Rennstall von Walker Racing. Er beendete sechs von siebzehn Meisterschaftsläufen und erzielte insgesamt zwölf Punkte. Im darauffolgenden Jahr wurde er bei Fernández Racing unter Vertrag genommen und beendete die Saison 2001 mit elf Punkten auf Platz 26. In seiner letzten und erfolgreichsten Champ-Car-Saison 2002 endete er auf dem 17. Gesamtrang, dabei erzielte er mit einem vierten Platz sein bestes Ergebnis beim Molson Indy Montreal. Da Fernández 2003 nur noch ein Fahrzeug in der Champ Car World Series einsetzte, verlor Nakano sein Cockpit. 2003 fuhr er beim Indy Japan 300 auf dem Twin Ring Motegi und beim Indianapolis 500 zwei Rennen für das amerikanische Team Beck Motorsports und beendete beide Rennen im Mittelfeld.

### Le Mans Series

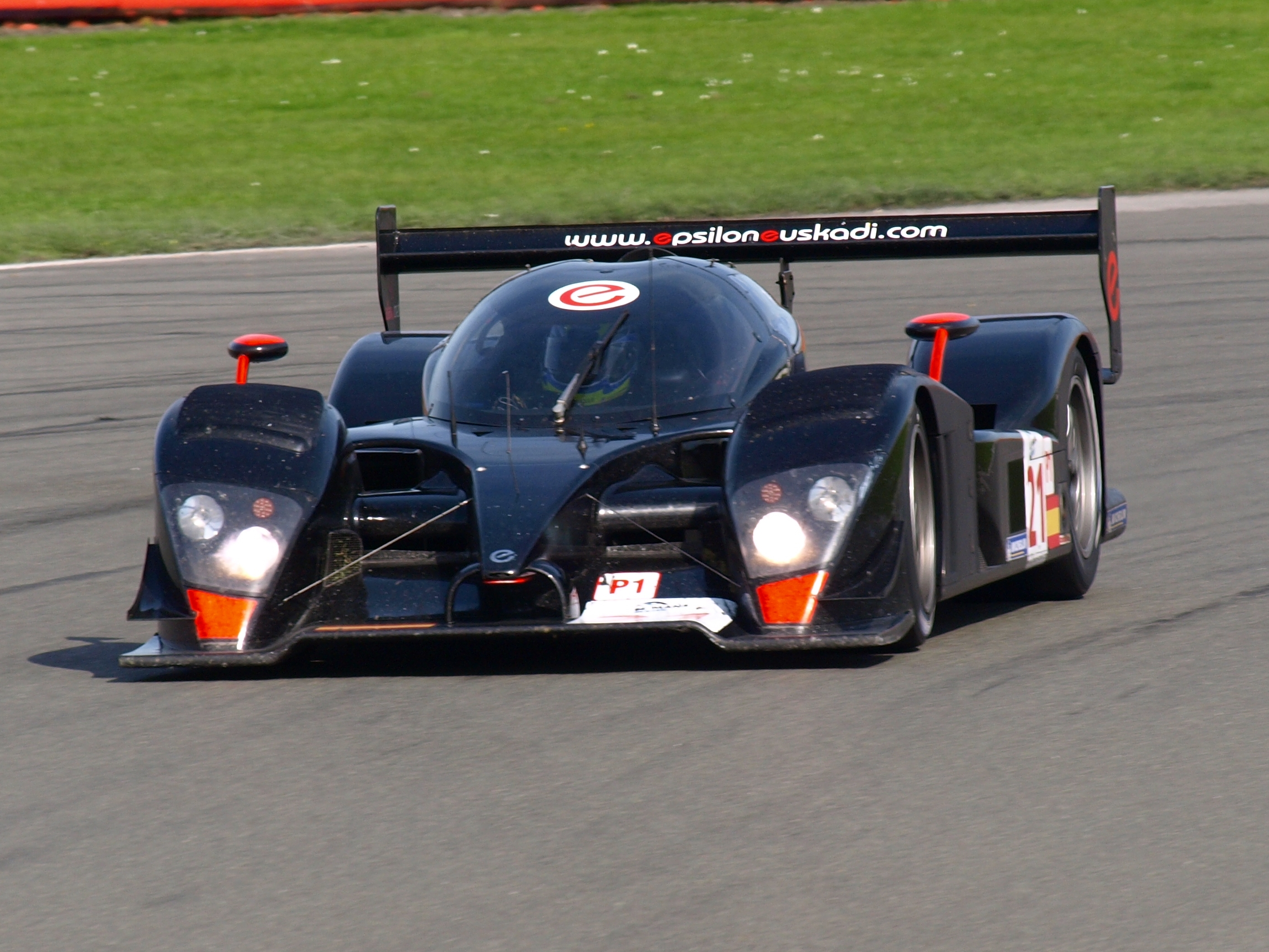
Nakano im Epsilon Euscadi beim 1000-km-Rennen von Silverstone 2008

2005 und 2006 trat Nakano für Courage Compétition beim 24-Stunden-Rennen von Le Mans an, schied aber in beiden Jahren vorzeitig aus. 2006 fuhr er außerdem in der Le Mans Series, sein bestes Ergebnis war ein fünfter Platz beim 1000-km-Rennen auf dem Circuito del Jarama. In der LMS-Saison 2007 wechselte Shinji Nakano zu Creation Autosportif und bestritt neben den zwei Rennen der Serie auch zum dritten Mal das 24-Stunden-Rennen von Le Mans. Während er in Le Mans vorzeitig ausfiel, wurde er beim 1000-km-Rennen von Spa aus der Wertung genommen und beendete das 1000-km-Rennen auf dem Nürburgring auf dem fünften Gesamtrang, zusammen mit Jamie Campbell-Walter und Felipe Ortiz. Im darauffolgenden Jahr fuhr er erneut drei Rennen für Epsilon Euskadi. Sowohl in Le Mans, als auch bei den 1000-km-Rennen auf dem Nürburgring fiel das Team mit technischen Defekten vorzeitig aus. In Silverstone verlor man mehrere Runden bei Reparaturarbeiten an der Box.
Nach dem Rückzug von Epsilon Euskadi hatte Nakano 2009 keinen festen Fahrerplatz in der Le Mans Series. Beim 1000-km-Rennen von Spa-Francorchamps sollte Nakano dann neben Jacques Nicolet und Richard Hein einen Pescarolo 01 pilotieren. Jedoch nahm das Fahrzeug, nach der Qualifikation nicht am Rennen teil. Am Ende des Jahres war Nakano dann erneut auf einem Pescarolo gemeldet, nun beim von Henri Pescarolo betreuten Team Sora Racing. Zusammen mit Christophe Tinseau siegte er einen der beiden 500-km-Rennen der Asian Le Mans Series, den zweiten Lauf beendete das Duo auf dem Podium und siegte damit in der lediglich zwei Rennen umfassenden Meisterschaft.
Er ist nicht zu verwechseln und nicht verwandt mit dem japanischen Motorradrennfahrer Shin’ya Nakano.

## Statistik

### Statistik in der Formel-1-Weltmeisterschaft

#### Gesamtübersicht
| Saison | Team                    | Chassis      | Motor                   | Rennen | Siege | Zweiter | Dritter | Poles | schn. Rennrunden | Punkte | WM-Pos. |
| ------ | ----------------------- | ------------ | ----------------------- | ------ | ----- | ------- | ------- | ----- | ---------------- | ------ | ------- |
| 1997   | Prost Gauloises Blondes | Prost JS45   | Mugen-Honda 3.0 V10     | 17     | –     | –       | –       | –     | –                | 2      | 18.     |
| 1998   | Fondmetal Minardi Team  | Minardi M198 | Ford Zetec-R/97 3.0 V10 | 16     | –     | –       | –       | –     | –                | –      | 18.     |
| Gesamt | Gesamt                  | Gesamt       | Gesamt                  | 33     | –     | –       | –       | –     | –                | 2      |         |

#### Einzelergebnisse
| Saison | 1   | 2   | 3   | 4   | 5   | 6 | 7   | 8   | 9  | 10  | 11  | 12 | 13  | 14  | 15  | 16 | 17 |
| ------ | --- | --- | --- | --- | --- | - | --- | --- | -- | --- | --- | -- | --- | --- | --- | -- | -- |
| 1997   |     |     |     |     |     |   |     |     |    |     |     |    |     |     |     |    |    |
| 7      | 14  | DNF | DNF | DNF | DNF | 6 | DNF | 11* | 7  | 6   | DNF | 11 | DNF | DNF | DNF | 10 |    |
| 1998   |     |     |     |     |     |   |     |     |    |     |     |    |     |     |     |    |    |
| DNF    | DNF | 13  | DNF | 14  | 9   | 7 | 17* | 8   | 11 | DNF | 15  | 8  | DNF | 15  | DNF |    |    |

| Legende  | Legende            | Legende                                                          |
| Farbe    | Abkürzung          | Bedeutung                                                        |
| -------- | ------------------ | ---------------------------------------------------------------- |
| Gold     | –                  | Sieg                                                             |
| Silber   | –                  | 2. Platz                                                         |
| Bronze   | –                  | 3. Platz                                                         |
| Grün     | –                  | Platzierung in den Punkten                                       |
| Blau     | –                  | Klassifiziert außerhalb der Punkteränge                          |
| Violett  | DNF                | Rennen nicht beendet (did not finish)                            |
| Violett  | NC                 | nicht klassifiziert (not classified)                             |
| Rot      | DNQ                | nicht qualifiziert (did not qualify)                             |
| Rot      | DNPQ               | in Vorqualifikation gescheitert (did not pre-qualify)            |
| Schwarz  | DSQ                | disqualifiziert (disqualified)                                   |
| Weiß     | DNS                | nicht am Start (did not start)                                   |
| Weiß     | WD                 | zurückgezogen (withdrawn)                                        |
| Hellblau | PO                 | nur am Training teilgenommen (practiced only)                    |
| Hellblau | TD                 | Freitags-Testfahrer (test driver)                                |
| ohne     | DNP                | nicht am Training teilgenommen (did not practice)                |
| ohne     | INJ                | verletzt oder krank (injured)                                    |
| ohne     | EX                 | ausgeschlossen (excluded)                                        |
| ohne     | DNA                | nicht erschienen (did not arrive)                                |
| ohne     | C                  | Rennen abgesagt (cancelled)                                      |
| ohne     | keine WM-Teilnahme |                                                                  |
| sonstige | P/fett             | Pole-Position                                                    |
| sonstige | 1/2/3/4/5/6/7/8    | Punktplatzierung im Sprint-/Qualifikationsrennen                 |
| sonstige | SR/kursiv          | Schnellste Rennrunde                                             |
| sonstige | *                  | nicht im Ziel, aufgrund der zurückgelegten Distanz aber gewertet |
| sonstige | ()                 | Streichresultate                                                 |
| sonstige | unterstrichen      | Führender in der Gesamtwertung                                   |

### Le-Mans-Ergebnisse
| Jahr | Team                      | Fahrzeug               | Teamkollege           | Teamkollege      | Platzierung | Ausfallgrund       |
| ---- | ------------------------- | ---------------------- | --------------------- | ---------------- | ----------- | ------------------ |
| 2005 | Courage Compétition       | Courage C65            | Jonathan Cochet       | Bruce Jouanny    | Ausfall     | Unfall             |
| 2006 | Courage Compétition       | Courage LC70           | Jean-Marc Gounon      | Haruki Kurosawa  | Ausfall     | Unfall             |
| 2007 | Creation Autosportif Ltd. | Creation CA07          | Jamie Campbell-Walter | Felipe Ortiz     | Ausfall     | Zylinder überhitzt |
| 2008 | Epsilon Euskadi           | Epsilon Euskadi ee1    | Jean-Marc Gounon      | Stefan Johansson | Ausfall     | Kraftübertragung   |
| 2011 | OAK Racing                | Pescarolo 01           | Nicolas De Crem       | Jan Charouz      | Rang 14     |                    |
| 2012 | Boutsen Ginion Racing     | Oreca 03               | Bastien Brière        | Jens Petersen    | Rang 24     |                    |
| 2013 | ADR-Delta                 | Oreca 03               | Tor Graves            | Archie Hamilton  | Ausfall     |                    |
| 2014 | Team Taisan               | Ferrari 458 Italia GT2 | Pierre Ehret          | Martin Rich      | Rang 26     |                    |
| 2016 | Race Performance          | Oreca 03R              | Nicolas Leutwiler     | James Winslow    | Rang 44     |                    |